# Mumia (film din 1959)
The Mummy este un film de groază britanic din 1959, regizat de Terence Fisher, cu actorii Christopher Lee și Peter Cushing în rolurile principale. A fost scris de Jimmy Sangster și produs de Michael Carreras și Anthony Nelson Keys pentru Hammer Film Productions. Filmul a fost distribuit în SUA în 1959, fie împreună cu filmul cu Vincent Price The Bat fie cu filmul Universal Curse of the Undead. 
Cu toate că titlul filmului sugerează că este o refacere a filmului omonim Universal Pictures din 1932, filmul se bazează de fapt pe scenariile și personajele a două filme Universal din anii 1940, The Mummy Hand și The Mummy's Tomb, cu punctul culminant împrumutat direct din The Mummy's Ghost. Numele personajului Joseph Whemple, folosirea unui sul sacru și câteva elemente minore ale narațiunii sunt singurele legături cu versiunea din 1932. 

## Prezentare
În Egipt, în 1895, arheologii John Banning (Cushing), tatăl său Stephen (Felix Aylmer) și unchiul său Joseph Whemple ( Raymond Huntley) caută mormântul prințesei Ananka, înalta preoteasă a zeului Karnak. John are un picior rupt și nu-i poate însoți pe tatăl și pe unchiul său atunci când aceștia deschid mormântul. Înainte de a intra, un egiptean numit Mehemet Bey (George Pastell) îi avertizează să nu intre, ca nu cumva să cadă asupra lor blestemul fatal împotriva profanatorilor de morminte. Stephen  și Joseph îl ignoră și descoperă sarcofagul Anankei. După ce Joseph pleacă să-i spună lui John veștile bune, Stephen descoperă Cartea Morților și citește din ea. Afară, membrii echipei arheologice îl aud țipând și se grăbesc în mormânt doar pentru a-l găsi pe Stephen într-o stare catatonică. 
Trei ani mai târziu, în Anglia, Stephen Banning iese din starea sa la spitalul pentru tulburări mintale din Engerfield și îl cheamă pe fiul său. El îi spune că atunci când a citit din Cartea Morților, el l-a readus la viață, fără să vrea, pe Kharis (Lee), marele preot mumificat din Karnak. Marele preot fusese condamnat să fie înmormântat de viu pentru a servi drept păzitor al mormântului prințesei Ananka: Kharis a iubit-o în secret pe prințesă și a încercat să o readucă la viață după ce a murit; când a fost descoperit, viața eternă și mumificarea au fost pedeapsa lui. Acum, Stephen îi spune fiului său necredincios că Kharis îi va vâna și îi va ucide pe toți cei care au profanat mormântul lui Ananka. 
Între timp, Mehemet Bey, un închinător devotat al lui Karnak, vine la Engerfield sub numele Mehemet Atkil pentru a se răzbuna pe familia Banning. El angajează doi cărăuși bețivi, Pat și Mike, pentru a-l aduce pe Kharis ascuns într-o ladă în locuința sa închiriată, dar cei doi bețivi au un accident cu lada lui Kharis care cade și se scufundă într-o baltă. Mai târziu, folosind Cartea Morților, Mehemet îl face pe Kharis să se ridice din noroi, apoi îl trimite să-l ucidă pe Stephen Banning. Când Kharis îl ucide pe Joseph Whemple noaptea următoare, John este martor. Trage asupra lui Kharis cu un revolver, dar fără niciun efect. 
Inspectorul de poliție Mulrooney este desemnat să rezolve crimele, dar, pentru că este sceptic și se ocupă doar de „fapte reci, dure”, el nu crede povestea incredibilă a lui John despre o mumie ucigașă, chiar și atunci când John îi spune că este probabil să ajungă a treia victimă a lui Kharis.  În timp ce Mulrooney investighează, John observă că soția sa Isobel are o asemănare neobișnuită cu prințesa Ananka. Adunând dovezi ale altor indivizi din comunitate, Mulrooney începe să se întrebe treptat treptat dacă mumia este reală. 
Mehemet Bey trimite mumia în casa familiei Banning pentru a-l ucide pe John. Cu toate acestea, când Isobel sare în ajutorul soțului ei, Kharis o vede, îl eliberează pe John și pleacă. Mehemet Bey consideră greșit că Kharis și-a îndeplinit sarcina și se pregătește să se întoarcă în Egipt. John, bănuind că Mehemet Bay este cel care controlează mumia, îi face o vizită, spre surprinderea lui. 
După ce John pleacă, Mehemet Bey îl pune din nou pe Kharis să-l ucidă pe John. Mumia îl lasă pe Mulrooney inconștient, în timp ce Mehemet Bey se ocupă de un alt polițist care păzește casa. Kharis îl găsește pe John în camera sa de studiu și începe să-l sufoce. Alertat de strigătele lui John, Isobel fuge în casă fără Mulrooney; la început, mumia nu o recunoaște, dar John îi spune să-și dezlege părul, iar mumia îl eliberează pe John. Când Mehemet poruncește lui Kharis s-o ucidă pe Isobel, acesta refuză; Mehemet încearcă s-o omoare pe Isobel el însuși, dar în schimb este ucis de Kharis. Mumia o duce pe Isobel, care este inconștientă, în mlaștină, fiind urmărit de John, Mulrooney și alți polițiști. John o strigă pe Isobel; când aceasta își recâștigă conștiința, îi spune lui Kharis să o lase jos. Mumia se supune cu reticență. Când Isobel s-a îndepărtat de el, polițiștii deschid focul, făcându-l pe Kharis să se afunde în mlaștină, luând cu el Cartea Morților.

## Distribuție
- Peter Cushing ca John Banning
- Christopher Lee ca Kharis / Mumia
- Yvonne Furneaux ca Isobel Banning / Prințesa Ananka
- Eddie Byrne ca inspector Mulrooney
- Felix Aylmer ca Stephen Banning
- Raymond Huntley ca Joseph Whemple
- George Pastell ca Mehemet Bey
- Michael Ripper ca Poacher
- George Woodbridge ca P. C. Blake
- Harold Goodwin ca Pat
- Denis Shaw ca Mike
- Gerald Lawson - client irlandez
- Willoughby Gray ca Dr. Reilly
- John Stuart ca medic legist
- David Browning ca sergent de poliție
- Frank Sieman în rolul lui Bill
- Stanley Meadows ca servitor
- Frank Singuineau ca șef Porter

## Producție
Inițial scenele în care limba lui Kharis a fost tăiată și cu înmormântarea au fost mai grafice, dar au fost cenzurate de cenzorul britanic.
În Flesh and Blood: The Hammer Heritage of Horror, Peter Cushing susține că  filmul i-a sugerat scena în care se aruncă o suliță prin mumie. El a fost inspirat de afișul premergător lansării  care arată mumia cu o rază de lumină care trece prin ea.

## Recuzită

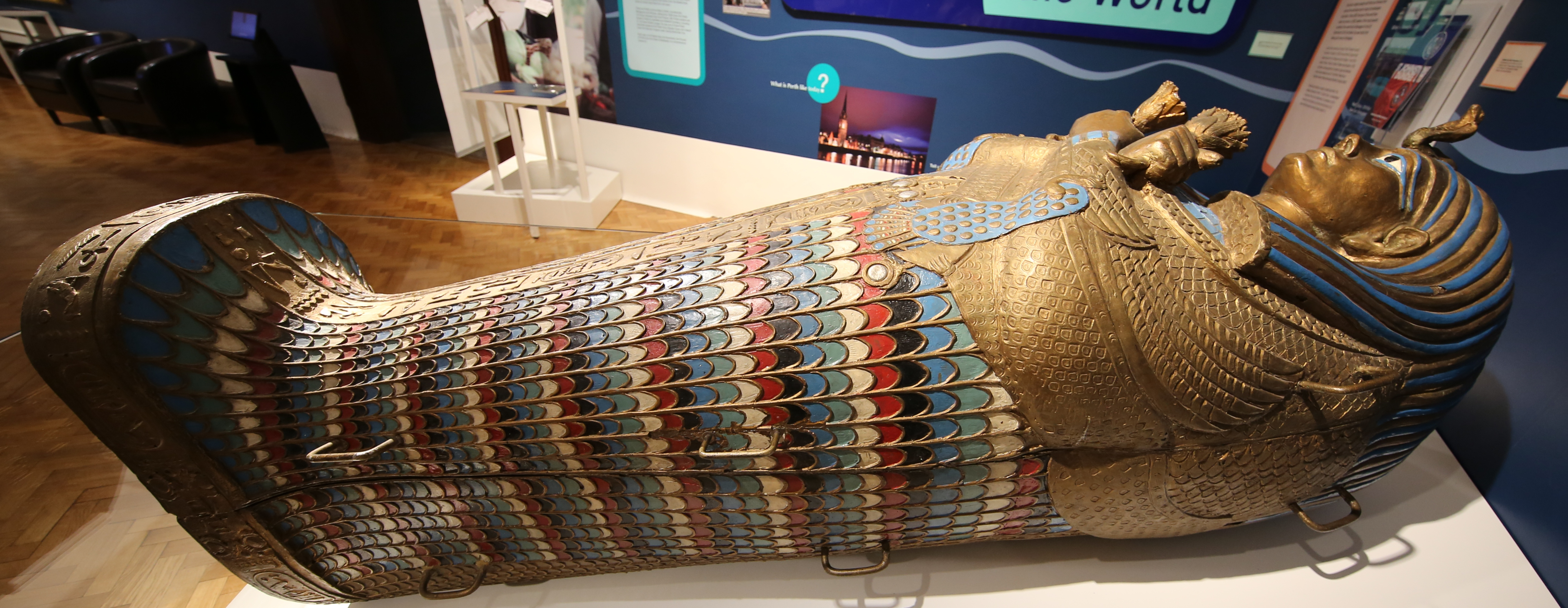
Sarcofagul aflat în Muzeul și Galeria de Artă din Perth

O replică din fibră de sticlă a unui sarcofag creat pentru film se află în colecția Muzeului și Galeriei de Artă din Perth.